# Rosalind Elias
Rosalind Elias (* 13. März 1930 in Lowell, Massachusetts; † 3. Mai 2020 in New York City, New York) war eine US-amerikanische Opernsängerin (Mezzosopran).

## Leben

### Ausbildung und Anfänge
Rosalind Elias wurde als jüngstes von dreizehn Kindern einer US-amerikanischen Familie libanesischer Herkunft geboren. Ersten Gesangsunterricht erhielt sie in ihrer Heimatstadt Lowell, bevor sie am New England Conservatory in Boston studierte und dort bereits in einer Studentenaufführung von Monteverdis L’incoronazione di Poppea mitwirkte. Anschließend setzte sie ihre Gesangsausbildung am Berkshire Music Center in Tanglewood fort. Von 1948 und 1952 war sie bei der New England Opera engagiert. Zur weiteren Ausbildung ging sie nach Italien, wo sie an der Accademia Nazionale di Santa Cecilia in Rom bei Luigi Ricci und Nazzareno De Angelis ausgebildet wurde.
Bereits während des Studiums trat sie als Konzertsolistin mit dem Boston Symphony Orchestra auf. Im Februar 1954 debütierte sie mit der kleinen Rolle der Grimgerde in Die Walküre an der Metropolitan Opera.

### Karriere an der MET
Rosalind Elias war von 1954 bis 1996 ohne Unterbrechung an der Metropolitan Opera engagiert. Ihre Karriere gilt als eine der längsten in der Geschichte der Metropolitan Opera. Sie sang dort in insgesamt 687 Aufführungen 54 verschiedene Rollen. Anfangs nur in kleinen Partien und Nebenrollen eingesetzt, übernahm sie relativ schnell mittlere Partien wie Siebel in Faust, Maddalena in Rigoletto und Suzuki in Madama Butterfly. Ihren Durchbruch an der MET hatte sie in der Spielzeit 1957/58 als Olga in Eugen Onegin an der Seite von George London und Richard Tucker und in der folgenden Spielzeit 1958/59 als Marina in Boris Godunow. Zu ihren weiteren erfolgreichen Rollen dort gehörten Carmen, Cherubino, Dorabella, der Hänsel in Hänsel und Gretel und die Giulietta in Les Contes d’Hoffmann. 1960 war sie die Fenena in der ersten Nabucco-Produktion der Metropolitan Opera.
Im Januar 1958 sang sie an der Metropolitan Opera in der Uraufführung der Oper Vanessa von Samuel Barber die Rolle der Erika. 1966 übernahm sie zur Eröffnung des neuen Hauses der Metropolitan Opera im New Yorker Lincoln Center in der Uraufführung von Barbers Oper Antony and Cleopatra die Rolle von Kleopatras Vertrauter Charmian.
Im späteren Verlauf ihrer Karriere an der Metropolitan Opera wechselte Elias ins Charakterfach. 1994 übernahm sie die Rolle der Marquise von Berkenfield in einer Produktion von Donizettis Oper La fille du régiment. In der Spielzeit 1994/95 sang sie die Annina in Der Rosenkavalier. Im April 1996 sang sie letztmals die Contessa di Coigny in Andrea Chénier. Ihre letzte Rolle an der Metropolitan Opera war im November 1996 die Háta in Die verkaufte Braut.

### Gastspiele
Elias trat im Verlauf ihrer Karriere auch an zahlreichen anderen großen internationalen Opernhäusern und bei Musikfestivals auf. In den Vereinigten Staaten gastierte sie u. a. am Opernhaus von Chicago und an der San Francisco Opera. 1987 sang sie an der Houston Grand Opera die Herodias in Salome. 1991 inszenierte sie an der Connecticut Opera die Oper Carmen; die Inszenierung wurde von der damaligen US-Kritik zwar als „lebendig“, aber auch als „traditionell mit vielen Klischees“ rezensiert.
1997 übernahm sie beim New Jersey Festival die Rolle der alten Baronin in Barbers Oper Vanessa. Außerdem sang sie im selben Jahr die Mrs. Quickly in Falstaff am Opernhaus von Baltimore. 2001 war sie an der Portland Opera in der Rolle der alten Priorin in Dialogues des Carmélites zu hören. 2002 trat sie an der Los Angeles Opera als Zita in Gianni Schicchi (Regie: William Friedkin, musikalische Leitung: Kent Nagano) auf. Im selben Jahr sang sie erneut die alte Baronin in Vanessa, diesmal an der Washington Opera an der Seite von Kiri Te Kanawa, im November/Dezember 2004 dann auch an der Los Angeles Opera, wieder mit Kiri Te Kanawa als Partnerin. Im Herbst 2007 übernahm sie an der New York City Opera in der Vanessa-Produktion anlässlich des 50-jährigen Jubiläums der Uraufführung der Oper erneut die Rolle der alten Baronin. 2013 sang sie bei einem ihrer letzten öffentlichen Auftritte die kleine Rolle der alten Madelon in Andrea Chenier in der Avery Fisher Hall in einer Produktion mit Roberto Alagna in der Titelrolle.
In Europa gastierte sie u. a. bei den Salzburger Festspielen (1958 als Erika in Vanessa bei der europäischen Erstaufführung des Werks sowie 1969–1970 als Dorabella in Così fan tutte), bei der Scottish Opera in Glasgow (1970, als Angelina in La Cenerentola), an der Wiener Staatsoper (November 1972 als Carmen), beim Glyndebourne Festival (1975, als Türkenbaba in The Rake’s Progress, und 1977), weiters an der Hamburgischen Staatsoper, in Marseille, Lissabon, Genf, Monte Carlo und bei den Festspielen von Aix-en-Provence.
1997 gab sie am Teatro Regio di Torino mit der Rolle der „Old Lady“ in Candide ihr spätes Debüt in Italien. Im Februar 2001 trat sie am Opernhaus von Monte Carlo in der Rolle der alten Baronin noch einmal in der Oper Vanessa auf, in der sie vor mehr als 30 Jahren bei der Uraufführung an der Metropolitan Opera eine der Hauptrollen gesungen hatte.
Sie gastierte außerdem in Kanada, Israel (Tel-Aviv) und am Teatro Colon in Buenos Aires.

### Karriere als Musicaldarstellerin
Als Musicaldarstellerin widmete sie sich insbesondere den Werken von Stephen Sondheim. 1984 sang sie an der New York City Opera die Rolle der Mrs. Lovett in Sweeney Todd. 2008 wirkte sie als Madame Armfeldt in einer Produktion von Das Lächeln einer Sommernacht am Hawaii Opera Theatre in Honolulu mit. Im September 2011 gab sie im Alter von 81 Jahren als frühere Operetten-Diva Heidi Schiller in Sondheims Follies ihr Broadway-Debüt.

### Privates
Elias war seit 1969 mit Zuhayr Moghrabi, einem Rechtsanwalt der Union Carbide Corp. und Professor für Rechtswissenschaften, verheiratet. Ihr Ehemann starb 2015. Elias litt in den letzten Monaten ihres Lebens verstärkt an Herzinsuffizienz. Ende April wurde sie wegen Atemwegsproblemen in das Mount Sinai West Hospital in New York City eingeliefert. Elias, die das letzte noch lebende der insgesamt dreizehn Geschwister war, starb Anfang Mai 2020 im Alter von 90 Jahren.

## Repertoire und Tonaufnahmen
Zu Elias’ weiteren erfolgreichen Opernrollen gehörten Rosina in Der Barbier von Sevilla, Charlotte in Werther, Azucena in Il trovatore, Amneris in Aida und Octavian (Der Rosenkavalier). Außerdem sang sie einige der schwierigen Alt-Partien in den Opern von Gioachino Rossini.
Elias trat auch als Konzertsängerin mit einem umfangreichen Repertoire hervor. Sie gehörte u. a. zu den Solisten einer Gedenkaufführung des Verdi-Requiems kurz nach der Ermordung von John F. Kennedy. Auch in Fernsehproduktionen wirkte Elias mit. Gelegentlich war sie als Opernregisseurin tätig, u. a. 1988 bei einer Carmen-Produktion in Cincinnati.
Elias wirkte bei zahlreichen Opern-Gesamtaufnahmen mit. Als Studioaufnahmen wurden u. a. Vanessa (RCA 1958), Madama Butterfly (RCA 1958 und 1962), als Suzuki, jeweils unter Erich Leinsdorf, La forza del destino (Decca 1959, als Preziosilla), Il trovatore (Decca 1959, als Azucena), Der Fliegende Holländer (Decca 1961, als Mary) und Herzog Blaubarts Burg (CBS 1962) veröffentlicht. Außerdem existieren zahlreiche Live-Mitschnitte aus der Metropolitan Opera.
Die RCA-Aufnahme von Le nozze di Figaro (1960) unter Erich Leinsdorf, an der sie als Cherubino mitwirkte, wurde mit einem Grammy ausgezeichnet. Außerdem wirkte sie 1990 in einer Studioaufnahme des Musicals Der Mann von La Mancha, die bei Sony veröffentlicht wurde, in der kleinen Rolle der Haushälterin mit. Ein Mitschnitt der MET-Saisoneröffnung 1957/58, in der Rosalind Elias die Olga in Eugen Onegin singt, wurde 1990 auf CD wiederveröffentlicht.